# Maurice Bloomfield
Pour les articles homonymes, voir Bloomfield.
Maurice Bloomfield (Bielitz, 23 février 1855 - San Francisco, 12 juin 1928) est un philologue américain originaire d'Europe orientale, spécialisé en sanskrit et en indologie. On a principalement retenu de lui des travaux d'interprétation des Védas recelant une grande érudition qui font encore aujourd'hui de lui le plus grand analyste des Atharva. Maurice Bloomfield a également livré certains travaux importants de linguistique comparée, notamment dans l'American Journal of Philology en ce qui concerne l'assimilation et l'adaptation des classes de mots.
Maurice Bloomfield est notamment frère de Fannie Bloomfield Zeisler, pianiste virtuose, et de Sigmund Bloomfield, père de Leonard Bloomfield, lequel devient un linguiste d'importance majeure et qui travaille également sur le sanskrit.

## Biographie
Né à Bielitz (actuellement Bielsko-Biała, Pologne) ville de Silésie qui fait alors partie de l'empire d'Autriche Maurice Bloomfield émigre aux États-Unis avec sa famille, d'origine juive autrichienne, alors qu'il est âgé de 12 ans, entre 1867 et 1868. Il passe son adolescence à Milwaukee, puis à Chicago, et commençant ses études de lettres en 1871, à l'université de Chicago, et les termine à la Furman University, à Greenville (Caroline du Nord), dans laquelle il reçoit le diplôme de Master of Arts en 1877. Durant ses études de maîtrise, il a l'occasion de suivre des cours de l'éminent professeur de langues hébraïques Crawford Howell Toy, qui exercera sur ses travaux ultérieurs une influence importante. En 1877, Maurice Bloomfield s'inscrit à l'université Yale, où il suit l'enseignement de William Dwight Whitney, brillant spécialiste du sanskrit qui va déterminer sa carrière de philologue. Il suit également des cours  à l'université Johns-Hopkins, récemment ouverte, et y présente son doctorat en 1879.
Bloomfield entreprend alors des études postdoctorales en Allemagne. Dans les années 1870, en Allemagne, se produit un important tournant où une nouvelle linguistique historique, proposée par l'école des néogrammairiennes, va se poser en rupture par rapport à la grammaire comparée avait prévalu jusqu'alors. Bloomfield se dit attiré à la fois par les anciennes et les nouvelles approches de la philologie. Étudiant aux universités de Berlin et de Leipzig, il a l'occasion de suivre des cours donnés par les indianistes Hermann Oldenberg et Heinrich Zimmer, par les philologues comparativistes Johannes Schmidt, Georg Curtius et Karl Brugmann, et enfin par le slaviste August Leskien. On peut également noter des influences de la part de l'archéologue Aurel Stein, étudiant postdoctorant en même temps que Bloomfield, qui l'a suivi à Berlin et à Leipzig, et avec lequel il a entretenu une profonde amitié.
En 1881, Maurice Bloomfield est rappelé aux États-Unis, pour être chargé de cours de sanskrit à l'université Johns-Hopkins. Là-bas, il se marie en 1885 à Rosa Zeisler, de laquelle il aura deux enfants. Il y continue durant sa carrière de professeur une correspondance soutenue avec des érudits européens, tels que Max Müller (†1900), qu'il considérera comme un ami sincère sans jamais avoir eu l'occasion de le rencontrer personnellement. Il se rend encore en Europe à plusieurs reprises, représentant fréquemment l'université Johns-Hopkins lors des Congrès internationaux d'orientalisme; il revient également faire profiter Rudolf von Roth de sa connaissance approfondie du sanskrit, lors de la traduction des Kausika-Sūtra.
Maurice Bloomfield meurt à San Francisco le 12 juin 1928 d'une crise cardiaque. Il aura laissé derrière lui une contribution considérable à l'indologie et à l'étude du sanskrit.

## Carrière
Au cours de sa vie, Maurice Bloomfield est membre de plusieurs grandes associations d'intellectuels :
- Membre, vice-président, puis président de l'American Oriental Society ;
- Membre, puis conseiller à l'American Philosophical Society ;
- Membre de la Société Orientaliste d'Allemagne (Deutsche Morgenländische Gesellschaft) ;
- Membre de l'Association Américaine de Philologie ;
- Membre de l'International Committee for Congresses on the History of Religions
- Membre du Conseil consultatif du Bureau américain de l'orthographe simplifiée ;
- Membre du National Institute of Social Sciences
- Membre étranger de l'Académie bohémienne de Prague
- Membre honoraire de la Société finno-ougrienne de Helsingfors,
- Membre de l'American Academy of Arts and Sciences

Maurice Bloomfield reçoit de la part de l'université de Princeton le LL.D. degree, à titre de doctorat honoris causa, en 1906; le même titre lui est décerné en 1908 par la Furman University. Lors de la même année, il reçoit le prix Hardy à l'Académie royale des sciences de Munich . Il se voit également décerner le L.H.D degree de la part de l'université de Chicago en 1916, à l'occasion du vingt-cinquième anniversaire de la construction de celle-ci.

## Domaines d'intérêt

### Indologie
L'une des premières publications de Maurice Bloomfield fut une interprétation érudite des Védas traitant des rituels védiques. Depuis, Bloomfield n'a jamais cessé de se concentrer sur le Veda, sous tous les angles envisageables. Son ouvrage le plus important en la matière est A Vedic Concordance, anthologie de textes comparés et de vocabulaire qui reste encore aujourd'hui une référence pour l'étude des Védas. Maurice Bloomfield a également analysé de nombreux autres textes védiques, notamment les Rig Veda et d'une manière inégalée l'Atharva Veda (lequel comprend le Kausika-Sūtra analysé avec Rudolf von Roth).
Les religions indiennes ont également grandement suscité l'intérêt de Maurice Bloomfield, à commencer par un livre sur le bouddhisme publié en 1892, et un livre sur les Védas qui explicite les traditions philosophiques de l'Inde.

### Philologie comparée
Comme de nombreux indianistes de son temps, Maurice Bloomfield a très vite été attiré par la philologie comparée. De par l'élargissement conséquent dont bénéficieront la philologie et la linguistique au début du XXe siècle, on le considère comme l'un des derniers représentants de ce domaine interdisciplinaire.
Maurice Bloomfield s'est particulièrement intéressé aux fouilles archéologiques de son époque, principalement au Turkestan et sur la civilisation hittite, qu'il a pu mettre en parallèle avec des recherches de mythologie comparée des populations indo-aryennes, avestiques et lituaniennes.

## Œuvres et travaux
- Historical and critical remarks introductory to a comparative study of Greek accent. I. Friedenwald. 42 pages, 1883.
- Origin of the recessive accent in Greek. Publication Agency of the Johns Hopkins University. 41 pages, 1888.
- On adaptation of suffixes in congeneric classes on substantives. Johns Jopkins Press. 29 pages, 1891.
- Hymns of the Atharva-Veda: The Sacred Books of the East. Part Forty-Two. Réimprimé par Kessinger Publishing, 2004. 796 pages. [(en) lire en ligne (page consultée le 02/10/2011)]
- Hymns Of The Atharva Veda. Karl J. Trübner. 136 pages, 1899. [(en) lire en ligne (page consultée le 02/10/2011)]
- A Vedic concordance: being an alphabetic index to every line of every stanza of the published Vedic literature and to the liturgical formulas (...). Motilal Banarsidass Publ. 1078 pages, 1986. [(en) lire en ligne (page consultée le 02/10/2011)]
- The Religion of the Veda: the Ancient Religion of India. (From Rig-Veda to Upanishads). New York, London : Putman's & Sons. 300 pages, 1908. [(en) lire en ligne (page consultée le 02/10/2011)]
- Rig-Veda repetitions. The repeated verses and distichs and stanzas of the Rig-Veda in systematic presentation and with critical discussion. Harvard University Press. 690 pages, 1916.
- Life and stories of the Jaina savior Pārsvanātha. The Johns Hopkins press. 254 pages, 1919. [(en) lire en ligne (page consultée le 02/10/2011)]
- The Atharvaveda. Karl J. Trübner: Strasbourg. Réimprimé par Asian Publication Services, 1978, sous le titre "The Atharvaved and the Gopath Brahmana". 126 pages.

### Sources
- (en) A. W. Stratton & A.H. Ewing, 1920. In Memoriam. Biaographical Sketch. In : Studies in honor of Maurice Bloomfield. New Haven : Yale University Press. 312 pages.
- (en) Franklin Edgerton, 1928. Maurice Bloomfield, 1855-1928. In : Journal of the American Oriental Society, Vol. 48 (1928), pp. 193–199.